# 小島沖舟
小島 沖舟（こじま ちゅうしゅう、1875年〈明治8年〉12月3日 - 没年不詳）とは明治時代の口絵画家。小島冲舟とも表記される。本名、岡島瀧二。

## 来歴
東京府出身。武内桂舟の門人である。明治30年代に江見水蔭、内田魯庵の小説の木版口絵を描いている。
巖谷小波の全100巻ある童話集「世界お伽噺」にかかわった一人であり、小島は最も多い8篇もの口絵を描いた。
門人に近藤紫雲がいる。

## 作品
- 「水の魔術」口絵 江見水蔭作 嵩山堂版 1900年（明治33年）
- 「霜くずれ」前後 口絵 内田魯庵作 春陽堂版 1902年（明治35年）